# Википедија на азерском језику
Википедија на азерском језику (азер. Azərbaycanca Vikipediya) је верзија Википедије на азерском језику, слободне енциклопедије, која данас има 203.4680 чланака и заузима на листи Википедија 52. место.